# Società delle Camicie Azzurre
La Società delle Camicie Azzurre (蓝衣社S, Lán yī shèP) è stata una società segreta interna al Kuomintang (KMT).

## Storia
La Società delle Camicie Azzurre venne fondata nel 1932 da un gruppo di ufficiali dell'Esercito Rivoluzionario Cinese, allievi di Chiang Kai-Shek all'accademia militare Whampoa e già appartenenti alla Società della Pratica Vigorosa, una fazione del KMT fondata nel 1931 che arrivò a contare fino a mezzo milione di membri. Questo gruppo di ufficiali formò la Società come reazione a quello che percepivano come fallimento della rivoluzione nazionalista e alla corruzione che ai loro occhi impedivano di contrastare la guerra civile col Partito Comunista Cinese e l'espansione giapponese. I membri della Società, impressionati dall'ascesa del fascismo e del nazismo, importarono nella loro ideologia elementi come il culto della personalità, la militarizzazione della società, l'ostilità al liberalismo e all'individualismo.
La Società ottenne posizioni nell'esercito tali da garantire il controllo della formazione politica degli ufficiali, svolse compiti di polizia segreta e fornì personale al Movimento della Nuova Vita fondato dallo stesso Chiang Kai-Shek come sintesi tra le influenze dei fascismi europei e il confucianesimo. Durante la Conferenza Straordinaria del KMT nel 1938, la Società venne sciolta per volere di Chiang Kai-Shek insieme a tutte le altre fazioni del partito.

## Posizione politiche
Secondo la Società delle Camicie Azzurre il primo compito del KMT doveva essere l'eliminazione del PCC. Una volta liquidati i comunisti, ci si sarebbe potuti concentrare sull'opposizione agli invasori giapponesi e alla ricostruzione economica a partire dalle campagne che avrebbero dovuto fornire la base materiale per la costruzione dell'esercito. Il lavoro politico della Società era rivolto a rafforzare la posizione di comando assoluto di Chiang Kai-Shek contro la corruzione interna al KMT.
L'effettiva natura fascista del movimento è dibattuta. Maria Hsia Chang sostiene che la Società si limitasse ad usare elementi propri ma non esclusivi della cultura politica del fascismo, Wakeman sottolinea come le fonti giornalistiche e di intelligence dell'epoca dipingessero i dirigenti della Società come fascisti.